# Robert Jaujard
Robert Jaujard, född 6 mars 1896, död 26 januari 1977, var en fransk sjömilitär.
Robert Jaujard blev officer 1917 och var 1930 jagarchef på Medelhavet. Han blev 1944 konteramiral och chef för 4:e kryssardivisionen i fria franska flottan, som samlades i Oran, och deltog därmed i invasionen i Sydfrankrike i augusti 1944 samt skötte därefter flankskyddet åt de allierades landstridskrafter i Italien. År 1946 blev Jaujard viceamiral, 1947 chef för sjögående franska flottan och 1948 för marinsektionen i Västunionens försvarsstab.